# 산업안전보건법
산업안전보건법은 산업 안전 및 보건에 관한 기준을 확립하고 그 책임의 소재를 명확하게 하여 산업재해를 예방하고 쾌적한 작업환경을 조성함으로써 노무를 제공하는 사람의 안전 및 보건을 유지ㆍ증진함을 목적으로 하는 대한민국의 법률이다.

## 같이 보기
- 중대재해 처벌 등에 관한 법률